# Lista de parques nacionais da Coreia do Sul
Os parques nacionais da Coreia do Sul são parcelas preservadas de terras públicas nas quais a maioria das formas de desenvolvimento são proibidas. Eles cobrem um total of 6,6% da área do país, e geralmente estão localizados em regiões montanhosas ou costeiras. O maior parque montanhoso é o Parque Nacional Jirisan, no sudoeste do país; também foi o primeiro parque nacional a ser criado em 1967. O maior parque marinho é o Dadohaehaesang, com uma área de mais de 2 200 km2 (850 sq mi), mas quase tudo isso é água. O menor parque é o Wolchulsan, com uma área de somente 56,1 km2 (21,7 sq mi).
Ao todo, existem 22 parques nacionais na Coreia do Sul; os parques, com exceção do Parque Nacional Hallasan, são mantidos pelo Serviço Nacional de Parques da Coreia, fundado em 1987. O órgão opera sua própria força policial, e desde 1998 está sob a jurisdição do Ministério do Meio Ambiente. Anteriormente estava sob a jurisdição do Ministério da Construção.
| Nome (romanizado, hangul, hanja)                     | Imagem | Localização                                                        | Criação | Área                  | Tipo de parque     |
| ---------------------------------------------------- | ------ | ------------------------------------------------------------------ | ------- | --------------------- | ------------------ |
| Bukhansan 북한산국립공원 北漢山國立公園              |        | Seul, Gyeonggi                                                     | 1983    | 80 km2 (31 sq mi)     | Montanhoso         |
| Byeonsan-bando 변산반도국립공원 邊山半島國立公園     |        | Jeolla do Norte                                                    | 1988    | 155 km2 (60 sq mi)    | Marinho e costeiro |
| Chiaksan 치악산국립공원 雉岳山國立公園               |        | Gangwon                                                            | 1984    | 182 km2 (70 sq mi)    | Montanhoso         |
| Dadohaehaesang 다도해해상국립공원 多島海海上國立公園 |        | Jeolla do Sul                                                      | 1981    | 2 325 km2 (900 sq mi) | Marinho e costeiro |
| Deogyusan 덕유산국립공원 德裕山國立公園              |        | Jeolla do Norte, Gyeongsang do Sul                                 | 1975    | 232 km2 (90 sq mi)    | Montanhoso         |
| Gayasan 가야산국립공원 伽倻山國立公園                |        | Gyeongsang do Sul, Gyeongsang do Norte                             | 1972    | 77 km2 (30 sq mi)     | Montanhoso         |
| Gyeongju 경주국립공원 慶州國立公園                   |        | Gyeongsang do Norte                                                | 1968    | 137 km2 (53 sq mi)    | Histórico          |
| Gyeryongsan 계룡산국립공원 鷄龍山國立公園            |        | Chungcheong do Sul, Daejeon                                        | 1968    | 65 km2 (25 sq mi)     | Montanhoso         |
| Hallasan 한라산국립공원 漢拏山國立公園               |        | Jeju                                                               | 1970    | 153 km2 (59 sq mi)    | Montanhoso         |
| Hallyeohaesang 한려해상국립공원 閑麗海上國立公園     |        | Jeolla do Sul, Gyeongsang do Sul                                   | 1968    | 545 km2 (210 sq mi)   | Marinho e costeiro |
| Jirisan 지리산국립공원 智異山國立公園                |        | Jeolla do Sul, Jeolla do Norte, Gyeongsang do Sul                  | 1967    | 472 km2 (180 sq mi)   | Montanhoso         |
| Juwangsan 주왕산국립공원 周王山國立公園              |        | Gyeongsang do Norte                                                | 1976    | 107 km2 (41 sq mi)    | Montanhoso         |
| Naejangsan 내장산국립공원 內藏山國立公園             |        | Jeolla do Sul, Jeolla do Norte                                     | 1971    | 81 km2 (31 sq mi)     | Montanhoso         |
| Odaesan 오대산국립공원 五臺山國立公園                |        | Gangwon                                                            | 1975    | 304 km2 (120 sq mi)   | Montanhoso         |
| Seoraksan 설악산국립공원 雪嶽山國立公園              |        | Gangwon                                                            | 1970    | 398 km2 (150 sq mi)   | Montanhoso         |
| Sobaeksan 소백산국립공원 小白山國立公園              |        | Chungcheong do Norte, Gyeongsang do Norte                          | 1987    | 322 km2 (120 sq mi)   | Montanhoso         |
| Songnisan 속리산국립공원 俗離山國立公園              |        | Chungcheong do Norte, Gyeongsang do Norte                          | 1970    | 274 km2 (110 sq mi)   | Montanhoso         |
| Taeanhaean 태안해안국립공원 泰安海岸國立公園         |        | Chungcheong do Sul                                                 | 1978    | 326 km2 (130 sq mi)   | Marinho e costeiro |
| Wolchulsan 월출산국립공원 月出山國立公園             |        | Jeolla do Sul                                                      | 1988    | 56 km2 (22 sq mi)     | Montanhoso         |
| Woraksan 월악산국립공원 月岳山國立公園               |        | Chungcheong do Norte, Gyeongsang do Norte                          | 1984    | 288 km2 (110 sq mi)   | Montanhoso         |
| Mudeungsan 무등산국립공원 無等山國立公園             |        | Gwangju, Jeolla do Sul                                             | 2012    | 75 km2 (29 sq mi)     | Montanhoso         |
| Taebaeksan 태백산국립공원 太白山國立公園             |        | Yeongwol, Jeongseon, Taebaek, Gangwon Bonghwa, Gyeongsang do Norte | 2016    | 70 km2 (27 sq mi)     | Montanhoso         |